# Batman v Superman: Dawn of Justice (soundtrack)
Batman v Superman: Dawn of Justice is de soundtrack van Hans Zimmer en Junkie XL voor de film met dezelfde naam. Het album werd uitgebracht op 18 maart 2016 in 1 CD standard edition, 2 CD Deluxe edition, 3 LP Deluxe vinyl edition en digital formats door WaterTower Music.
Hans Zimmer componeerde eerder de originele filmmuziek van de voorloper Man of Steel, waarmee Tom Holkenborg beter bekend als Junkie XL ook al betrokken was als additioneel componist. In april 2014 werd bekendgemaakt dat Zimmer zal terugkeren. Hiermee kwam hij terug op zijn besluit om na de The Dark Knight-trilogie van Christopher Nolan geen Batman-filmprojecten meer aan te nemen. In november 2014 werd door Zimmer bekendgemaakt om de opdracht samen met Holkenborg te maken na goedkeuring van regisseur Zack Snyder, die eerder in het verleden al een samenwerking had met de regisseur met het maken van de volledige soundtrack van 300: Rise of an Empire. In totaal werd er acht uur materiaal gemaakt waarvan er ongeveer tweeënhalf uur daadwerkelijk werd gebruikt voor de film en anderhalf uur voor het album.
Het album bevat traditionele filmmuziek van een symfonieorkest, uitgevoerd door het Hollywood Studio Symphony onder leiding van Nick Glennie-Smith en Tom Holkenborg (Junkie XL) in combinatie met elektronische muziek. De muziek werd opgenomen in The Eastwood Scoring Stage (Warner Bros.) in Burbark en The Streisand Scoring Stage (Sony) in Culver City. Het koor werd uitgevoerd door de Eric Whitacre Singers onder leiding van Gavin Greenaway en werden opgenomen in de AIR Lyndhurts Hall (AIR Studios) in Londen. De muziek werd afgemixt in de muziekstudio Remote Control Productions in Santa Monica.
In diverse landen over de hele wereld stond het album in hitlijsten, waaronder de Amerikaanse Billboard 200 met als hoogste notering plaats 25, in Nederlandse Album Top 100 plaats 86 en in de Vlaamse Ultratop 200 Albums plaats 45.

## Nummers
Disc 1
1. "Beautiful Lie" (3:47)
2. "Their War Here" (4:35)
3. "The Red Capes are Coming" (3:32)
4. "Day of the Dead" (4:02)
5. "Must There Be a Superman?" (3:59)
6. "New Rules" (4:03)
7. "Do You Bleed?" (4:36)
8. "Problems Up Here" (4:25)
9. "Black and Blue" (8:31)
10. "Tuesday" (4:01)
11. "Is She With You?" (5:47)
12. "This is My World" (6:24)
13. "Men are Still Good (The Batman Suite)" (14:04)

Disc 2 (Bonus Tracks)
1. "Blood of My Blood"(4:26)
2. "Vigilante" (3:54)
3. "May I Help You, Mr. Wayne?" (3:28)
4. "They Were Hunters" (2:46)
5. "Fight Night" (4:20)

## Bezetting
- Componist - Hans Zimmer en Junkie XL.
- Additioneel componist - Steve Mazzaro, Andrew Kawczynski en Benjamin Wallfisch.
- Elektrische cello - Tina Guo.
- Solo viool - Ben Powell.
- Drums - Curt Bisquera, Bernie Dresel, Sheila E., Peter Erskine, Josh Freese, Jim Keltner. Toss Panos, John "JR" Robinson en Satnam Ramgotra.
- Orkest - Hollywood Studio Symphony.
- Orkestdirigent - Nick Glennie-Smith en Junkie XL.
- Vocalist - Hila Plitmann, Dominic Lewis en Tori Letzler.
- Koor - Eric Whitacre Singers.
- Koordirigent - Gavin Greenaway.
- Synth programming - Hans Zimmer.
- Muziekproducent - Hans Zimmer en Junkie XL.
- Co-muziekproducent - Steve Mazzaro en Alan Meyerson.

## Hitnoteringen

### NederlandseAlbum Top 100
| Hitnotering: 26-03-2016 | Hitnotering: 26-03-2016 | Hitnotering: 26-03-2016 |
| Week:                   | 1                       |                         |
| ----------------------- | ----------------------- | ----------------------- |
| Positie:                | 86                      | uit                     |

### VlaamseUltratop 200 Albums
| Hitnotering: (Week 1 t/m 6) 26-03-2016 t/m 30-04-2016 Hitnotering: (Week 7) 14-05-2016 Hitnotering: (Week 8 t/m 9) 06-08-2016 t/m 13-08-2016 | Hitnotering: (Week 1 t/m 6) 26-03-2016 t/m 30-04-2016 Hitnotering: (Week 7) 14-05-2016 Hitnotering: (Week 8 t/m 9) 06-08-2016 t/m 13-08-2016 | Hitnotering: (Week 1 t/m 6) 26-03-2016 t/m 30-04-2016 Hitnotering: (Week 7) 14-05-2016 Hitnotering: (Week 8 t/m 9) 06-08-2016 t/m 13-08-2016 | Hitnotering: (Week 1 t/m 6) 26-03-2016 t/m 30-04-2016 Hitnotering: (Week 7) 14-05-2016 Hitnotering: (Week 8 t/m 9) 06-08-2016 t/m 13-08-2016 | Hitnotering: (Week 1 t/m 6) 26-03-2016 t/m 30-04-2016 Hitnotering: (Week 7) 14-05-2016 Hitnotering: (Week 8 t/m 9) 06-08-2016 t/m 13-08-2016 | Hitnotering: (Week 1 t/m 6) 26-03-2016 t/m 30-04-2016 Hitnotering: (Week 7) 14-05-2016 Hitnotering: (Week 8 t/m 9) 06-08-2016 t/m 13-08-2016 | Hitnotering: (Week 1 t/m 6) 26-03-2016 t/m 30-04-2016 Hitnotering: (Week 7) 14-05-2016 Hitnotering: (Week 8 t/m 9) 06-08-2016 t/m 13-08-2016 | Hitnotering: (Week 1 t/m 6) 26-03-2016 t/m 30-04-2016 Hitnotering: (Week 7) 14-05-2016 Hitnotering: (Week 8 t/m 9) 06-08-2016 t/m 13-08-2016 | Hitnotering: (Week 1 t/m 6) 26-03-2016 t/m 30-04-2016 Hitnotering: (Week 7) 14-05-2016 Hitnotering: (Week 8 t/m 9) 06-08-2016 t/m 13-08-2016 | Hitnotering: (Week 1 t/m 6) 26-03-2016 t/m 30-04-2016 Hitnotering: (Week 7) 14-05-2016 Hitnotering: (Week 8 t/m 9) 06-08-2016 t/m 13-08-2016 | Hitnotering: (Week 1 t/m 6) 26-03-2016 t/m 30-04-2016 Hitnotering: (Week 7) 14-05-2016 Hitnotering: (Week 8 t/m 9) 06-08-2016 t/m 13-08-2016 | Hitnotering: (Week 1 t/m 6) 26-03-2016 t/m 30-04-2016 Hitnotering: (Week 7) 14-05-2016 Hitnotering: (Week 8 t/m 9) 06-08-2016 t/m 13-08-2016 | Hitnotering: (Week 1 t/m 6) 26-03-2016 t/m 30-04-2016 Hitnotering: (Week 7) 14-05-2016 Hitnotering: (Week 8 t/m 9) 06-08-2016 t/m 13-08-2016 |
| Week: | 1 | 2 | 3 | 4 | 5 | 6 | | 7 | | 8 | 9 | |
| --- | --- | --- | --- | --- | --- | --- | --- | --- | --- | --- | --- | --- |
| Positie: | 47 | 45 | 67 | 99 | 99 | 193 | uit | 151 | uit | 190 | 134 | uit |